# Евстратий Гарида
Патриа́рх Евстра́тий Гарида́ (греч. Πατριάρχης Εὐστράτιος Γαριδᾶς) — патриарх Константинопольский с 1081 по 1084 год.

## Жизнеописание
Евстратий был евнухом и был возведен на патриарший престол благодаря влиянию матери императора Алексея I Комнина, Анны Далассина. Его кандидатура была не случайной: Комнины хотели получить патриарха марионетку. Анна Комнина писала о Евстратии как о человеке недалёком и лишённом политических амбиций.
Во время войны против норманнов Роберта Гвискара, в начале царствования Алексея I Комнина в 1081—1082 годах, Евстратий не сопротивлялся экспроприации произведений искусства и освященных сокровищ церквей Константинополя, предназначенных для переплавки на золотые монеты и оплаты содержания армии Алексея I.
Весной 1082 года императору поступил донос на Иоанна Итала — известного философа, ученика Михаила Пселла. Ученого обвинили в распространении еретических мыслей, а также идей, уже осужденных Вселенскими Соборами. Патриарх Евстратий Гарида вместо того, чтобы осудить Итала за ересь, стал главным распространителем его учения. Духовенство восстало и вместе с народом направилось к его резиденции, угрожая выбросить Евстратия в окно. Однако он принял мудрое решение и сам отрёкся от патриаршего сана.